# Chris Lake
Chris Lake   (nascido em 8 de agosto de 1982) é um DJ e produtor musical britânico, nascido na Escócia.

## História
Lake se tornou conhecido pelos seus remixes de ''Climbatize'' da banda The Prodigy ''Phat Planet'' do grupo Leftfield e ''Sweet Dreams'' da banda Eurythmics. Sob o o nome artistico de ''Cristophe D'Abuc''. 
Ele lançou sua faixa "Changes" com vocais da cantora Laura V em 2006 e alcançou 27 pontos no UK Singles Chart. "Changes" foi lançado pela primeira vez em 2005 pela Alternative Route Recordings e foi licenciado para a Universal Music para um lançamento mundial completa, no verão de 2006. Chegou no n° 10 da Bilbord Hot Dance .
Logo em seguida em 2007 ele lançou seu novo single "Carry Me Away" (com Emma Hewitt), e superou seu ultimo lançamento. Lançou seu terceiro hit "Only One", e  "If You Knew" (com Nastala), e  tornou-se seu quarto nos top 10 consecutivos na tabela de dance dos EUA.  

## Atualidade
Em 2016 Chris lançou um punhado de remixes que se tornaram muito populares, entre eles estão "Hold My Hand" de Jess Glynne lançado pela Big Beat Records que recebeu mais de 3 milhões de ouvintes em várias plataformas. Pouco depois, seu remix oficial para "Nothing Like This" de Craig David foi lançado na FFRR Records e recebeu uma quantidade significativa de suporte de DJs em toda a Europa. 
Mas o seu remix mais notável de 2016 foi  "WTF (Where They From), da Missy Elliot" lançado na Big Beat / Atlantic, que acabou por ser o primeiro lançamento no pacote.
Em 2017 o produtor foi um dos responsáveis por organizar a enorme compilação HOWSLA, juntamente com Skrillex. A compilação consistiu em 12 faixas, incluindo o último lançamento de Chris "I Want You", que foi a canção mais suportada da 1001tracklists, por dez semanas seguidas, foi exibida na Billbord, além disso o album alcançou o 1° no gráfico eletrônico do iTunes.

## Discografia

### Álbuns
- Crazy (2009) (Nervous Records – NRV 20839)

### Singles

#### 2002
- "Drink to Get Drunk" (Chris Lake vs Sia)
- "Santiago de Cuba" (Lost Language)

#### 2004
- "Filth" with Rowan Blades (Alternative Route Recordings)
- "Hiatus" (Pangea Recordings)

#### 2005
- "One Too Many / Electro Retro" (Rising Music)
- "Until She Rises" (Little Mountain Recordings)

#### 2006
- "Changes" featuring Laura V (Alternative Route Recordings, Apollo Recordings) (Billboard Hot Dance Airplay #10, Global Dance Tracks #18, European Hot 100 Singles #77)
- Mistakes EP (Rising Music)

#### 2007
- "Carry Me Away" featuring Emma Hewitt (Rising Music) (Hot Dance Airplay #1, Global Dance Tracks #28)
- "Arguru" (deadmau5 and Chris Lake) (UK Dance #185)

#### 2008
- "Word / Ghost" with Sébastien Léger (Rising Music)
- "Only One" (Rising Music) (Hot Dance Airplay #9)
- "If You Knew" featuring Nastala (Hot Dance Airplay #4)
- "Start Again" featuring Nastala

#### 2010
- "Minimal Life" with Nelski (Rising Music)
- "Sleepwalker" (mau5trap)
- "Running Out" with Marco Lys (Rising Music)
- "Cross The Line" with Marco Lys (Rising Music)
- "La Tromba Risin'" with Marco Lys and Copyright (Defected)

#### 2011
- "Colours" with Nelski
- "Secrets in the Dark" (Rising Music)
- "Sundown"
- "Build Up"

#### 2012
- "Damage Control"
- "Stand Alone" with Lazy Rich featuring Jareth

#### 2013
- "Ohh Shhh"
- "Boneless" with Steve Aoki and Tujamo
- "Helium" featuring Jareth

#### 2015
- "Stomper" featuring Anna Lunoe

#### 2017
- "Operator (Ring Ring)" featuring Dances With White girls
- "I Want You"
- ''Give Her Right Back'' Ft. Dances With White Girls